# ギリシャ独立戦争
ギリシャ独立戦争（ギリシャどくりつせんそう、ギリシア語: Ελληνική Επανάσταση του 1821（1821年ギリシャ革命）、英語: Greek War of Independence）は、オスマン帝国からのギリシャの独立を巡り争われた戦争である。
ギリシャは1821年に独立宣言をして戦闘を開始し、1822年に憲法を発布して暫定政府を設立した。1824年と1825年、イングランド銀行で戦時国債を募集した。
1827年のナヴァリノの海戦で優位を確定し、1829年のアドリアノープル条約によって自治国としての独立が承認され、1830年のロンドン議定書によって列強間でギリシャの完全な独立が合意され、最終的には1832年6月のコンスタンティノープル条約でギリシャの独立は正式に承認された。ギリシャでは1821年3月25日を独立記念日としている。
ギリシャ独立戦争の局面は大きく二つに分けられる。フィリキ・エテリアの蜂起からギリシャ軍が有利であった1821年から1825年までが第一期、オスマン帝国が有利になりギリシャ軍に壊滅の危機が迫った1825年から1827年が第二期であるが、1827年に列強三国（イギリス、フランス、ロシア）が介入したことによりギリシャの独立は現実味を帯びた。そして1830年ロンドン議定書が締結されたことで独立が決定されたが、そこには多くの問題が含まれていた。

## 弱体化するオスマン帝国
1389年、オスマン帝国はコソボの戦いでバルカン諸侯連合軍を撃破し、1453年4月コンスタンティノープルを陥落させるに至った（コンスタンティノープルの陥落）。この出来事はバルカン半島におけるキリスト教最後の飛び地が消滅したことを意味しており、すでに占領されていたブルガリア、その後にセルビア、ギリシャ、そしてアルバニアと占領され、バルカン半島の大部分はオスマン帝国が支配した。
オスマン帝国はバルカン半島の住民らを無理やりイスラム教に改宗させることはなかったが、武装の権利は奪われ、政治に参加する権利も奪われ、ギリシャも当初は同じ運命を辿るかに見えた。しかし、オスマン帝国支配下と言えどもギリシャ人らは西欧と恒常的な往来を行っており、また、オスマン帝国の支配も過酷なものではなかった。その証拠にファナリオティスと呼ばれるギリシャ系正教徒のある層はオスマン帝国において政府主席通訳官、提督通訳官、ワラキア公国、モルドバ公国の公位を任され、オスマン帝国における重要な地位を担っていた。また、宗教、言語、民族の異なる人々も宗教を軸として統合、共存を図る緩やかなシステムと強力で効率的な組織が形成されたことでギリシャは「オスマンの平和（パックス・オトマニカ）」の恩恵を受けていたのは間違いなかった。
そしてオスマン帝国下の正教徒らをまとめ上げた正教徒ミレットの長、コンスタンディヌーポリ総主教座、及びミレットの高位聖職をもギリシャ人らが手中に収め、ミレットの長はミレットに課せられていた租税の徴収、納入やミレット内の秩序維持、紛争処理を行ったが、これはオスマン帝国下の正教徒全てに対しての全権を持っていた。そして、このミレットの存在はバルカン諸民族の正教徒とトルコ人を代表とするムスリムとの融合を妨げることになった。
その一方でペロポネソス半島ではトルコ人による土地収奪が進んでおり、耕地面積の3分の2が少数派であるトルコ人が所有、残り3分の1をギリシャ系有力地主が支配していた。ギリシャ系有力地主はオスマン帝国より地方自治制度の範囲ながら徴税権や治安維持の権利を与えられていたため特権層となっていたが、彼らはトルコ人らが土地を広げていくことを敵視しており、社会の底辺を形成していた中貧農らもオスマン帝国末期の無秩序と腐敗の犠牲となったために不満をいだいていた。また、東方正教会上層部はオスマン帝国に取り込まれていたものの、下級聖職者らは農民らと行動を共にしていた。
16世紀末から18世紀にかけて、西欧の近代化が急速に進むにつれ、それまでオスマン帝国優位な状況が逆転していく。それまで「オスマンの衝撃」と呼ばれ西欧に恐れられていたオスマン帝国は、18世紀初頭には逆に「西欧の衝撃」を恐れる立場となっていた。
特にロシア帝国は当時、南下政策を採用しており、1710年に露土戦争が勃発した際、オスマン帝国下の正教徒の保護者として振舞っていた。そして1768年から1774年の間に行われた露土戦争で勝利してキュチュク・カイナルジ条約が結ばれて以降、黒海沿岸の拠点を手に入れただけではなく、ロシアと同様の正教を信仰するバルカンの正教徒らの保護権を手に入れた。そのため、ロシアはオスマン帝国への内政干渉を行える立場となり、1778年までに数回に渡ってオスマン帝国へ攻撃を加えたことで、バルカン半島への影響力を高め、さらにバルカン半島に住む人々の多くを成すスラヴ人たちとの同族国家としてバルカン諸民族の独立を支援する立場となっていた。このことは裏を返せば、バルカン半島の諸民族に取ってロシアは解放者であることを意味していた。
この事態においてオスマン帝国支配者層は18世紀以降、軍事分野において近代西欧の技術、モデルを元に西欧化改革を行い、それを徐々に体系化しようとしていた。しかし、それはあくまでも軍事分野においてであり、思想、文化などに関心が及ぶのは19世紀まで待たなければならなかった。
そしてこの西欧の衝撃に感化された人々はオスマン帝国支配層の人々だけではなかった。バルカン半島のキリスト教系諸民族もその影響を受け、その中にはナショナリズムに目覚める人々も生まれ、18世紀においてギリシャ系正教徒の中には「オスマンの平和」の枠組みを内側から突き崩し、内的な西欧の衝撃に感化される人々が生まれていた。そして、バルカン半島において綿花、トウモロコシの栽培が17世紀以降、盛んになって輸出されたが、これにロシア、オーストリアがバルカン半島に進出し始めたことと絡みあい、商人や水夫らの活動範囲がさらに広がりを見せていく。

### ギリシャの状況
元来、ギリシャ商人らはビザンツ帝国以来、商業面で活躍しており、一時期、ヴェネツィア、フランス、イギリスの海外進出によって活動範囲が狭められたものの、18世紀以降、英仏戦争などの影響でフランス、イギリスの商業活動が低迷すると再び、ギリシャ商人らの活動は活発化、さらにセルビア商人、ブルガリア商人、ユダヤ商人などが加わった。
その後、各地で手工業が小規模ながら発達したが、商業や商品生産が発達したことで、商工業に関わった中産階級の人々の中で民族意識が高まっていった。子弟を西欧へ遊学させて知識を吸収させた中産階級ほかの人々はオスマン帝国の支配下である現状の打破を考えるようになっていった。
中でもギリシャ商人らはトリエステ、ヴェネツィア、ウィーン、アムステルダム、ブダペスト、オデッサなどで商業活動を行っており、これら西欧の地域での活動は新たな知識の取得に役立ち、さらに書物や資金を地元へ送ったことで地元の人々の知的覚醒をも促進した。なお、ギリシャ独立戦争の嚆矢となったフィリキ・エテリアはオデッサ在住のギリシャ商人によって設立されている。

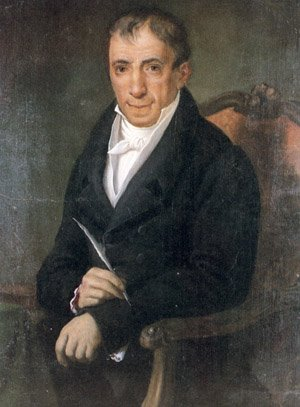
アダマンティス・コライス

さらに18世紀後半以降、ヨーロッパでは古代ギリシャ文化が再評価され、「親ギリシャ主義（フィルヘレニズム）」が台頭、ギリシャへの旅行が行われるようになっていた。このギリシャへの情熱はギリシャに住む人々を古代ギリシャの末裔であるとして彼らが「異民族」に支配されている状況を異常な状態であると考えさせるようになっていった。そして彼らギリシャ人を異民族の手から救い出し、古代の栄光を取り戻させることが責務であるとも考えていた。
このギリシャ再生を望む潮流はヨーロッパ各国に在住していたギリシャ知識人、商人らだけではなく、オスマン帝国下のギリシャ人らにも影響を与え、一方で西欧で生まれた啓蒙思想もギリシャ語へ翻訳されてギリシャへ持ち込まれるようにもなった。この状況は西欧のギリシャ人居住区、ヴェネツィア支配下のイオニア諸島、イスタンブール、スミルナ、モルドバ・ワラキア両公国にまで及び、各地のギリシャ学校において古代ギリシャ語、古代ギリシャ史、ギリシャ古典文学に重点が置かれた教育が行われた。
さらにパリに滞在していたギリシャ人で古典学者のアダマンティス・コライスはフランス革命、ナポレオン戦争の経験からギリシャ人が自らを「ギリシャ人」と自覚する必要があると考えていた。コライスによれば、ビザンツ的なキリスト教の要素がギリシャ人が隷属する状況を作り出した根源であり、ギリシャ人の文化的根源は古代ギリシャにあるとしていた。そのためコライスは「ギリシャ文庫」と呼ばれるギリシャ古典の出版を行い、それまで「ローマ帝国の人」でオスマン帝国下では「キリスト教徒」という意味で用いられていた「ロミイ（ロメオス）」と自称するのではなく、「エリネス（ヘレネス）」もしくは「グレキ」と自称するべきだと主張してギリシャ民族としての意識高揚を図った。
この高揚はギリシャ人らに政治的な意識の芽生えを生じさせ、1799年に行われたフランスによるイオニア諸島の併合などが行われたことで、フランス革命の思想や啓蒙思想がギリシャへ流れ込んだことから東方正教会指導者層らが危機感を募らせる結果に至った。そのため、1798年、正教会指導者層はオスマン帝国の支配を神の意志にしたがって受け入れるべきとする文書『父の教え』を出版したが、コライスはこれに対して『兄の教え』という文書で対抗した。

## 台頭するナショナリズム
| 左）第1次セルビア蜂起の指導者カラジョルジェことカラジョルジェ・ペトロヴィチ右）第2次セルビア蜂起の指導者ミロシュ・オブレノヴィチ  |  | 左）第1次セルビア蜂起の指導者カラジョルジェことカラジョルジェ・ペトロヴィチ右）第2次セルビア蜂起の指導者ミロシュ・オブレノヴィチ |
| 左）第1次セルビア蜂起の指導者カラジョルジェことカラジョルジェ・ペトロヴィチ 右）第2次セルビア蜂起の指導者ミロシュ・オブレノヴィチ |  | |

18世紀末、ロシアの女帝エカチェリーナ2世は黒海、バルカン半島への勢力拡大を図るだけではなく、オスマン帝国を廃した上でコンスタンティノープルを首都としてビザンツ帝国を再興、孫にコンスタンティンと名付けた上で皇帝に即位させて「バルカン帝国」を築くことを考えていた。1763年以降、ロシアの使者はバルカン半島を駆け巡り、ギリシャ人有力者や高位聖職者、クレフテスやアルマトリらと関係を結んで彼らを蜂起させようとした。
1789年、フランス革命が発生するとナショナリズムがヨーロッパを覆い、さらにドイツ・ロマン主義の台頭で各民族の母語の重要性が叫ばれた。これは西欧に移住していたバルカン諸民族の商人らによってバルカン半島へ持ち込まれたが、その結果、発生したのがセルビア蜂起である。
1804年に始まったセルビア蜂起は当初こそダヒヤらによるクネズ、聖職者、教師などのセルビア人の指導層が大量虐殺されたことで、ダヒヤ及びイェニチェリに対する反感から蜂起したもので、民族主義に基づくものではなかったが、ヨーロッパ列強諸国がこれに関与することで民族解放色を強めていった。二度に渡って行われたセルビア蜂起により結果的に自治を獲得し、後にセルビア公国の成立へとつながった。そしてこの蜂起はオスマン帝国が弱体化していることをまざまざを見せつけ、ギリシャでは作者不詳であるが『ギリシャの県知事政治（ノマルヒア）』が著され、このことを指摘していた 。
一方でギリシャでも1770年2月、ペロポネソス半島においてギリシャ人の名望家を中心に蜂起が発生した。これはオスマン帝国のアヤーンによってすぐに鎮圧されたが、この蜂起は当時、ロシアのエカチェリーナ2世が南下政策を取っており、ロシアとトルコの間で露土戦争が勃発、アレクシオス・オルロフ率いるロシア艦隊の地中海侵入によりエーゲ海でも反乱が発生、テオドロス・オルロフ率いる部隊が接近すると、これに過剰な期待を寄せてしまったために発生した。このため、ペロポネソス半島が後にギリシャ独立戦争における中心拠点と化したことから、この蜂起は独立を目指した可能性も指摘されている。
そして、この反乱は有力者や高位聖職者らが指導したため、外国勢力に煽動された蜂起であったにもかかわらず、より大掛かりで民族的革命の先駆けであることを示し、社会のいろいろな集団が自らの態度や方向性を明らかにして民族的運動の目指す先を様々な集団なりに整備させることになった。
この事件以降、東方問題が生じていた中での列強三国（ロシア、イギリス、フランス）らの覇権争い、イピロスのアヤーンで事実上の支配者であったアリー・パシャの台頭によるオスマン帝国の弱体化などの理由により、ギリシャ独立が決して実現不可能な夢ではなくなってきていた。そして、フランス革命が生じるとフランス商人らが一掃された地中海ではギリシャ商人らが商取引の中心となり、これは「トルコの軛（くびき）」からギリシャ人らが離れて活動することを可能にして、独立の気運を促すひとつの要因となっていた。
ナポレオン戦争の最中の1797年、カンポフォルミオ条約の締結でイオニア諸島がフランスによって占領されるとナポレオンはフランス保護下でギリシャを独立させることを考えた。そのため、ナポレオンのエジプト遠征中には「東方の狩人たち」という部隊が編成され、さらに1807年、「アルバニア連隊」が結成されるが、この中には後の独立戦争の英雄たちが多く所属した。一方で1798年にはギリシャ人、アルバニア人らによる蜂起委員会が結成され、密使をバルカン半島へ派遣してアリー・パシャやオスマン帝国へ反抗する住民を扇動した。
18世紀以降、フランス革命における革命の政治思想、社会思想の影響は商人やナポレオンに仕えていたクレフテスやアルマトリにも広がり、コザニ、ケア、サモスでは地方自治範囲内ではあるが、共和主義的党派が組まれ、共和主義者らは自らを「カルマニョール」と称した。そして進歩主義者と保守主義者の間で闘争が行われ、同業組合や協同組合内での頭らと職人、大株主と小株主の間で、手工業者団体と大手卸業者の間などでも社会的闘争が行われるようになった。
さらに1800年にいたると、列強たちの妥協の産物とはいえ、ギリシャ人らが営む国家としてイオニア七島連邦国が創設された。憲法の制定・外交などの権利が与えられた国家は、ギリシャ人らが独立へ向けて走り出す象徴となったが、1807年にイオニア諸島はロシア、フランス間のティルジットの和約によって再びフランスの支配下になると体制を変更させられ、その間に再び露土戦争を交わし、やがてイギリス支配下のイオニア諸島合衆国となって滅亡した（1815年）。イオニア諸島合衆国はイギリスの保護下に法的な独立国となり、オスマン帝国支配下ではないギリシャ地域が出現したとはいえ、ギリシャ独立の第一歩と考えられたイオニア諸島の完全な独立は露と消えた。

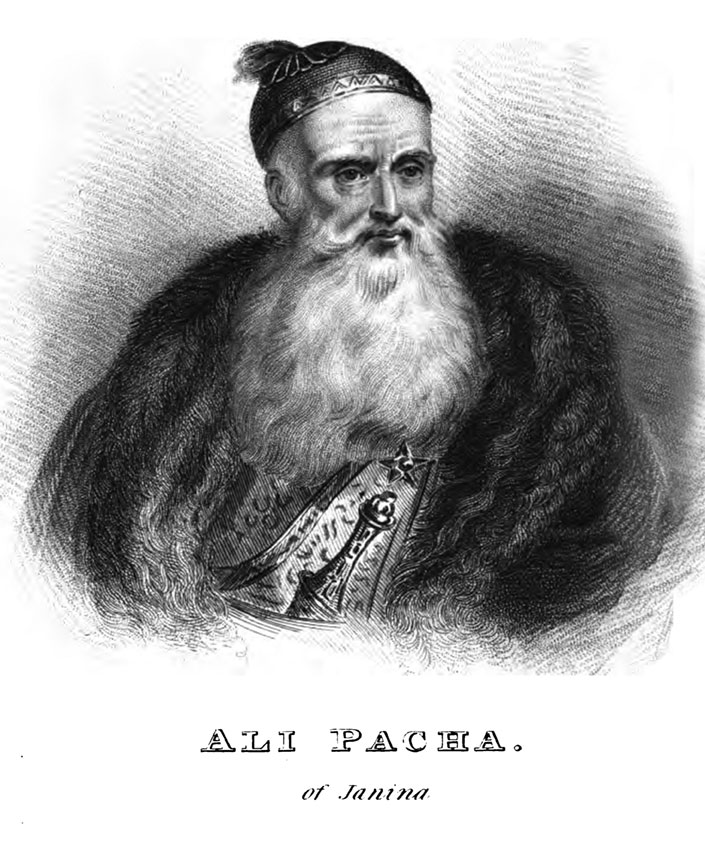
テペデレンリ・アリー・パシャ（アルバニアの支配者、1740年生–1822年没）

フランスの影響を受けた農民や市民階級、ロシアやフランスに好意を抱いていた貴族階級のごく一部などはイギリスの護民官に敵意を持っており、1817年、1819年にサンタ・マブラとザキントスで民族主義的様相を帯びた農民一揆を起こした。しかし、これらの活動は指導者たちが望む内容とは全く相反しており、高位聖職者、ファナリオティス、長老の大部分は疑問をいだいており、時には敵意を持つことさえあった。
また、一方でアリー・パシャはイピロス、南アルバニア、西マケドニア、テッサリア、ギリシャ本土西部、ペロポネソス半島で勢力を広げており、列強の対立を利用してオスマン帝国から独立してアルバニア・ギリシャ国の建設を目論んでいた。アリー・パシャはクレフテスと戦いを交わす一方でトルコ人らが独占していた行政上の地位をギリシャ人らに委ねており、また、軍隊にも受け入れていた。そのため、アリー・パシャの宮廷はギリシャ人らにとって政治、軍事について学ぶ学校と化していた。

## 独立への道

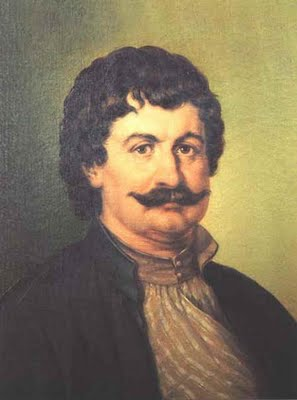
リガス・ヴェレスティンリス・フェレオス

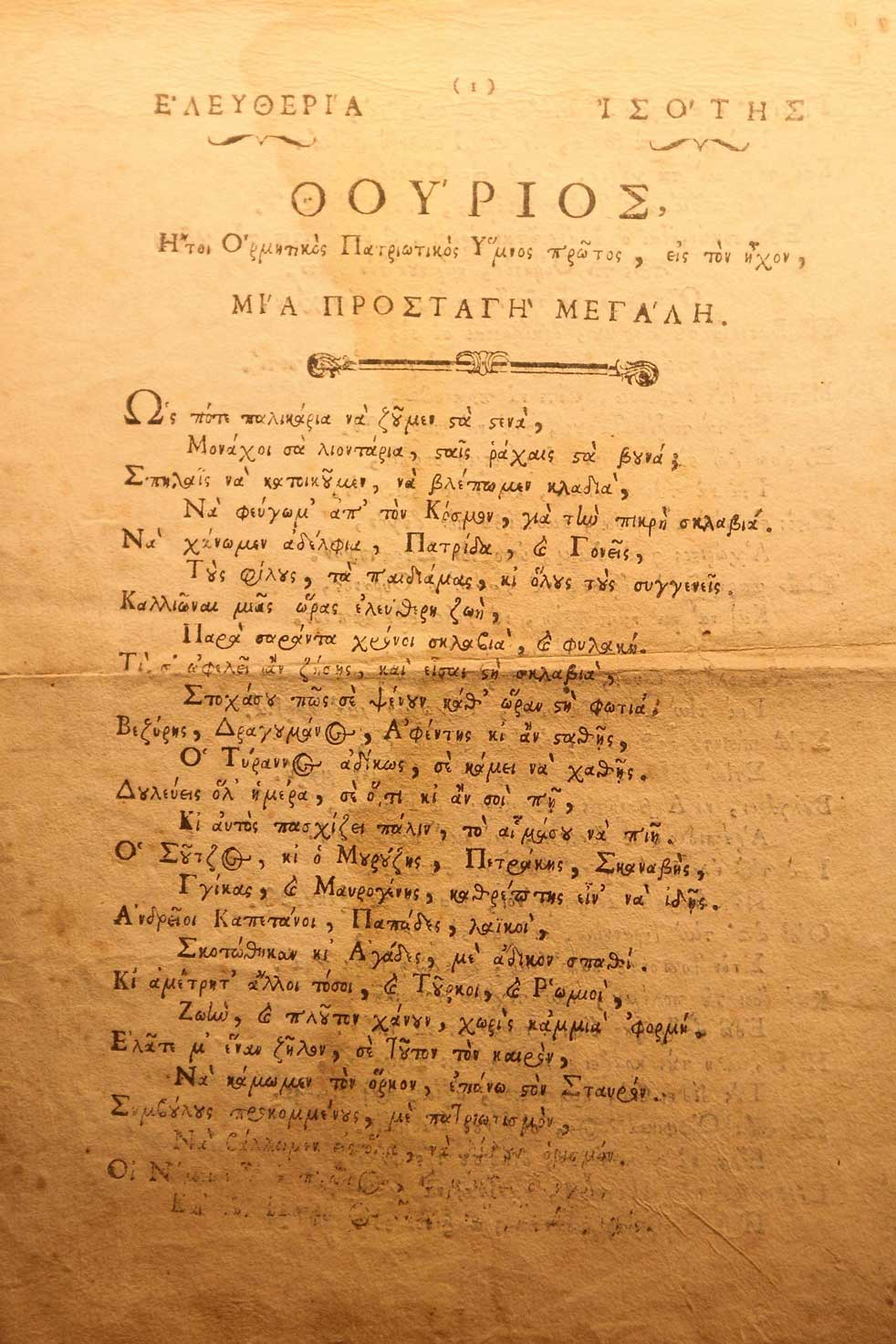
リガス・ヴェレスティンリス著の革命詩『戦歌』（"Thurios" 1797年）の表紙。この印刷物の発行日は1798年。

18世紀末、ギリシャ解放運動を行うために秘密結社が結成された。この代表者であるリガス・ヴェレスティンリス・フェレオスは人権宣言や各種の啓蒙書をギリシア語に翻訳した上で1798年にフランス革命の影響を受け『ルメリ、小アジア、エーゲ海諸島およびワラキア・モルドヴァ住民の新政治体制』を著して、ナポレオンがギリシャ入りした時に蜂起しようと企てていた。しかしトリエステ滞在中にオーストリア当局に逮捕されてオスマン当局に知られることになり、ベオグラードで同志たちと処刑され遺骸をドナウ川に捨てられたリガス・ヴェレスティンリスだが、ギリシャ独立の最初の「殉教者」として記憶され、彼のオスマン帝国下のバルカン諸民族を解放し、ギリシャ人を中心にしてギリシャ共和国（バルカン共和国、バルカン連邦とも）を創設するという思想はフィリキ・エテリアに継承された。
フランス革命の影響を受けたのは彼らだけではなかった。フランスで生活していた幾人かはこの革命に参加しており、1792年以降、フランスとギリシャの関係が堅固なものになっていた。1795年から翌年にかけてマルセイユ港に出入する船の中でもギリシャ船の数は2位か3位を占めており、マルセイユにおけるギリシャ人の地位は重要性を帯びていた。またフランスの保護を受けたギリシャ船はトルコの国旗ではなくエルサレムの旗を掲げたことから、彼らは「独立せるギリシャ人」と呼ばれた。あるいはエフティミオス・ブラハバスを指導者としてテッサリアで発生した農民一揆（1808年 - 1809年）はフランスの影響を受けたものであった。
また、ヴェレスティンリス以外にもパリの「ヘリノグロッソン・クセノドキオ」（1809年）、アテネの「フィロムソス」（1812年）など秘密結社が設立され、外見はギリシャの文化発展に奉仕することを掲げながらも事実上、民族革命の準備組織であった。
1814年、オデッサにおいてギリシャ人商人であるエマニュエル・クサントス、ニコラオス・スクファス、アタナシス・ツァカロフら3人によってフィリキ・エテリア（友愛協会）と呼ばれる秘密組織が結成された。このフリーメイソンに似た組織に参加したギリシャ人はオスマン帝国下のギリシャだけではなく、イオニア諸島、ロシア、西欧、中欧にも及んだ。この結社の目標はギリシャの解放であったが、当初は手段や将来像も会員らの間で一致しておらず全般に低迷したが、セルビアとの共闘を目指して第一次セルビア蜂起の指導者カラジョルジェ・ペトロヴィチを潜伏先のベッサラヴィアで探し出して会員にすることに成功、セルビアで新たな蜂起を計画した。だが、これは第二次セルビア蜂起の指導者ミロシュ・オブレノヴィチの政策に真っ向から対立したため、カラジョルジェは暗殺され、セルビアでの蜂起計画は頓挫した。その後、ロシアがこの結社を支持しているという噂が出回り、多くの人々が参加した。

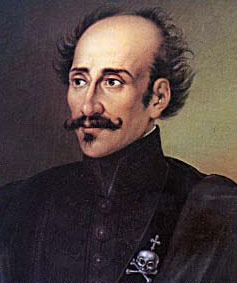
アレクサンドロス・イプシランディス

組織の指導者層はロシアから援助を獲得しようと考えて接近を試みると、イオアニス・カポディストリアスに自分たちの指導者着任を要請した。この人物はイオニア七島連邦国に携わり1809年以降はロシア皇帝アレクサンドル1世の下で外務次官を務めるなど豊富な外交経験から、組織の企てがナポレオン戦争後のヨーロッパの秩序を乱す可能性があり失敗に終わると判断、たびたび請われても断り続けた。
結局、組織の指導者には、オスマン帝国と敵対するロシア帝国の将校でファナリオティス出身のアレクサンドロス・イプシランディスが1820年4月に着任、ギリシャ解放への手段、武装蜂起計画が練られ、フィリキ・エテリアはギリシャ解放の嚆矢となると決定されたが、ギリシャ主導による計画だったため、セルビア人、ブルガリア人らの支持を得るという楽観的な計画は盛り上がりに欠けていた。しかし、クレフテスやアルマトリらが集めた数万の兵には、アリー・パシャの学校やイオニア諸島に設けられた軍事集団で十分な訓練を受けさせていた。オスマン艦隊はロシアやフランス、イギリスとの交戦に参加経験のあるギリシャ人のベテラン乗組員を失ったために、快速で軽装なギリシャ商船隊も武装してこれに十分、対抗できるだけの力を持っていた。さらに指導者イプシランディス着任の背後には、ロシア皇帝アレクサンドル1世とカポディストリアスが存在しており、そちらから支援が受けられると信じた会員もいた。
1820年7月以降、イプシランディスはロシア各地で活動を続けると10月7日、ベッサラヴィアのイズマイールで組織（フィリキ・エテリア）の主力メンバーを招集し上記方針を決めると、2ヶ月以内に蜂起することが決合意された。

## 独立への決起

### 孤立する蜂起軍

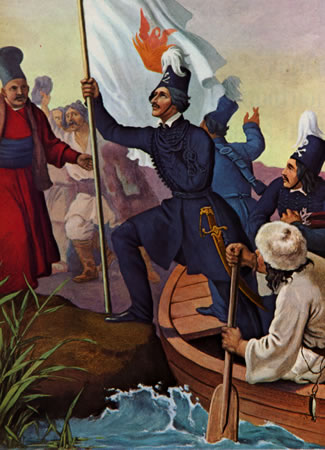
プルト川を渡るイプシランディス

1820年12月、スーリ地区の山岳民とアリー・パシャらが結びついてイピロスでオスマン軍と激突した。このためオスマン帝国スルタン、マフムト2世は弱体化しつつある帝国の権威を取り戻そうと、ギリシャ本土の多くを支配した実力者アリー・パシャの殲滅（せんめつ）を考えて兵を動かした。さらに年開けの1821年1月、フィリキ・エテリアを敵視していたアレクサンドロフ・スーツォフが死去、ワラキア公国に政治的空白が生じた。他方でテオドロス・コロコトロニスはペロポネソス半島各地で蜂起を呼びかけていた（後にギリシャ独立戦争に参加）。
この事態に対してフィリキ・エテリアは利害関係からアリー・パシャと同盟を結んでいたため、これを好機として、挙兵を決定した指導者アレクサンドロス・イプシランディスは、弟らを伴いキシナウから西へ向かった。
1821年3月26日（旧暦2月22日）にイプシランディス率いる一隊はルーマニア国境のプルト川を越えヤッシーで蜂起、ここにギリシャ独立戦争が開始された。イプシランディスは渡河中、古代ギリシャの土地を解放することを誓ってエパミノンダス、タラシブロス、ミルティアデス、テミストクレス、レオニダスら古代ギリシャの英雄らの加護を祈り、革命を宣言して、各地のギリシャ人へ決起を呼びかけた。
4月になるとオデッサから部隊が到着して物資を補充、その上、ロシア在住のギリシャ人らも資金調達に携わり義勇兵に志願した。また、一部のロシア軍将校らもフィリキ・エテリアに武器を与えるなどの協力を行った。イプシランディスの計画では南ロシアのギリシャ人、モルドバのフィリキ・エテリア会員らを集めてワラキアとモルドバ両公国を占領、その上でドナウ河を渡ればセルビア、ブルガリアの人々が同調すると見込んでいた。イプシランディスの元に集結した志願兵は約7000名、ロシアやモルドバ、ワラキア両公国のギリシャ人、ロシアのコサック兵、バルカン諸民族の人々で構成されたものの、当初の予想を大きく下回る人数であった。

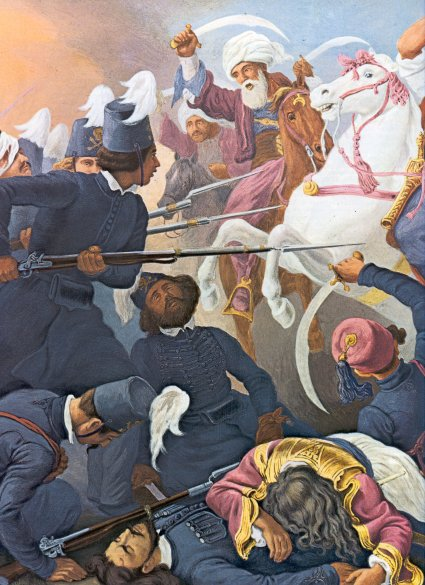
ドラガツァニの戦い

イプシランディスは戦線拡大を図り、ルーマニア人トゥードア・ヴラディミレスク率いるルーマニア人名士（ボヤール）の1821年1月の反乱を利用して、ロシアの介入が近いと宣伝した。しかし、イプシランディスが頼りにしていたロシア皇帝は支援するどころか、イプシランディスの軍籍を剥奪した上でこれを激しく非難、非介入の態度を示し、さらにオスマン帝国を支援する姿勢さえ見せた。これとは別に、大部分のルーマニア人らは大部分のセルビア人やブルガリア人らと同じく、ギリシャ人は抑圧者でありファナリオティスや金貸しとしてオスマン帝国に同調したような者になびく気はなかった。そのため、イプシランディスはセルビアのオブレノヴィチへ密使を送りギリシャとの永久攻守同盟を提案しようと試みるが、この密使はオスマン帝国に捕らえられ殺害された。さらに悪いことに、4月に入るとヴラディミレスクはロシアに否定的な立場にあったことから、自分たちの目的と異なるという理由で、フィリキ・エテリアへの協力を拒否した。
一方でオスマン帝国はイプシランディス率いる義勇軍の活動をすでに掴んでおり、ドナウ川南岸へ兵を送った。そのため、イプシランディスが当初考えていたドナウ川を強行突破してギリシャへ至る作戦は実行不可能となる。帝国軍は他方、1821年5月にワラキア、モルドバへ一斉に進攻、5月27日、ブカレストを再び帝国勢力下に置いた。この状態にいたりブカレストを退去済みであったヴラディミレスクだが、オスマン帝国と手を結びフィリキ・エテリアの背後を襲うという噂が広まったため、イプシランディスはウラディミレスクを捕らえて処刑した。
このような状況に陥ったイプシランディスはブルガリア人が蜂起してオスマン帝国軍を牽制することを望んだが、小勢力であったブルガリア人らは動こうとしなかった。やがてイプシランディスの部隊は徐々に疲弊し、1821年6月、ドラガツァニの戦いでオスマン帝国軍に敗退するとイプシランディスはオーストリアへ逃亡。セルビア人とブルガリア人を加えたギリシャ混成部隊はセク修道院で、イプシランディス軍やヴラディミレスク軍はプルート川沿いのスクレニで撃破された。

### ギリシャ各地で立ちのぼる炎

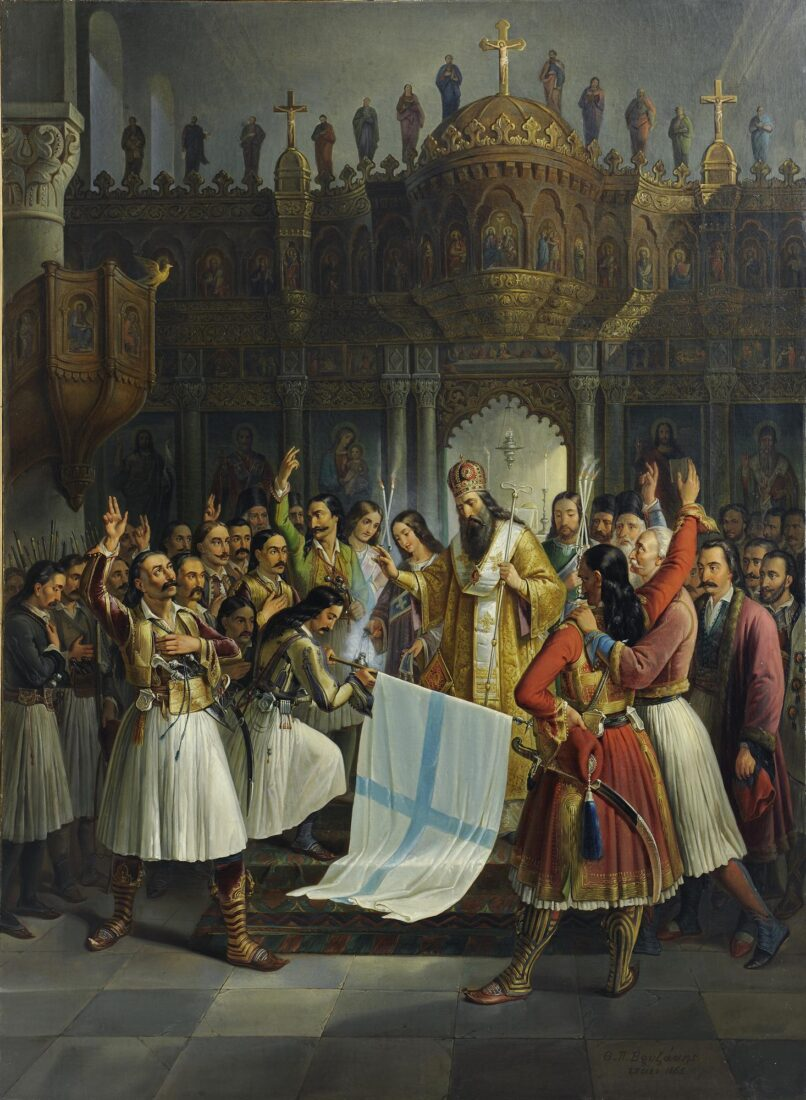
1821年3月25日、戦いの宣誓を行うパトラ府主教パレオン・パトロン・ゲルマノス

しかし、6月23日にはペロポネソス半島南部の都市カラマタを反乱軍が掌握した他、パトラ、マケドニア、クレタ島、キプロスなどでも反乱の火の手があがった。オスマン帝国の当局は反乱を全く予期しておらず、ペロポネソス半島を中心とした地域が反乱軍の支配下に入ったが、ギリシャ人全体が蜂起したわけではなかった。しかし3月中旬、カラヴリタの戦いで火蓋が切られ、さらに3月21日にはマニがコロコトロニス主導の元で武装蜂起、23日にカラマタを占領して「メッセニア議会（民会）」を開設した。1821年3月25日にはパトラ府主教パレオン・パトロン・ゲルマノスが聖ラヴラ修道院で十字架を掲げ『自由か、さもなくば死か』と叫び、ギリシャ人兵士らに向かって戦いを宣誓し「革命政府（ディレクトリア）」を開設した。この3月25日はギリシャ独立記念日として今なお祝われている。そして3月28日、メッセニア評議会（コロコトロニス派）はギリシャ独立へ向けて革命を開始したと宣言、月が変わると4月2日、ペロポネソス半島で燃え上がった炎は中央ギリシャ東部へ飛び火、4月中旬にはプサラ島とイドラ島、5月にはテッサリア、6月にはクレタ島が蜂起した。
それを知ったオスマン帝国スルタン、マフムト2世は激怒し、聖戦（ジハード）の準備をするよう命じてムスリムらにイスタンブールその他の街のキリスト教徒らを略奪、虐殺させた。オスマン政府はファナリオティス高官や正教会の主教らを処刑、これにはコンスタンティノープル総主教、グリゴリオス5世も含まれていた。さらにこの虐殺はペロポネソス半島にまで至ったため、当初、蜂起に参加することに躊躇していたギリシャ人らもこれに参加するようになった。

### クレタ島での状況
ペロポネソス半島で蜂起が発生するとクレタ島ではペロポネソス半島へ送る寄付が募られ、武装蜂起準備が行われたが、これに対してムスリムらはキッサモスの司教など数十名の正教徒、大司教、司祭などを殺害した。そのため、正教徒住民らはスファキアを中心に蜂起したが、オスマン帝国が有利な状況であった。そこでペロポネソス半島よりミハイル・コムネソス=アフェンドゥリエフがクレタ島へ向かい蜂起を統率した。
1822年、蜂起はクレタ島全域に及び、ムスリムたちもカンディア、レスモ、ハニアなどの要塞に撤退せざるをえなくなり、蜂起側の有利な状況になっていた。そして5月、アルメニウスに集まった蜂起軍はペロポネソス半島との統合を決議したが、これはムハンマド・アリーの介入により失敗に終わった。

### 混迷する状況
特にペロポネソス半島での蜂起は辺境であること、在地オスマン帝国軍司令官フルシト・パシャがイピロスのアリー・パシャ討伐のために遠征していたことからギリシャ反乱軍の本拠地と化したが、ギリシャ南部の山がちで島の多い地形に助けられていたことが大きく、そしてギリシャ軍に参加した諸勢力が様々な思惑や利益から参加していたに過ぎず、不統一な戦闘集団に過ぎず、内陸部、ペロポネソス半島、島嶼部などにおいて指導者もちがい、さらにファナリオティス対ゲリラ指導者、地主対農民、富裕な船主対船員などの対立か生じていたため、呉越同舟的な一面を持っていた。
そのため、1821年以降、オリンポス (英語版) 、マケドニアにまで広がった勢力のうち、独立戦争終結時まで拠点でありつづけたのはペロポネソス半島、ギリシャ本土と周辺の島嶼部、そしてサモス島にすぎなかった。それ以外の地域ではまず独立への戦いに躊躇していた有力者らを打破しなければならず、サモス島とイドラ島ではオスマン帝国との戦いの前に、有力者に対する反乱が発生した。

ミソロンギに上陸したバイロン

オスマン帝国軍は数でこそ優っていても、残虐な行為を含む戦闘とゲリラ戦の経験の豊富なクレフテスらの奮闘、海戦になれたギリシャ軍の前に撤退を余儀なくされた。また、親ギリシャ主義が広まっていたヨーロッパ各国ではギリシャの反乱に対する同情が広がっていた。ギリシャはヨーロッパ文明の源であり、当時盛んだったロマン主義の観点からも、キリスト教諸国が一致してギリシャ独立支援にあたることが支持され、ジョージ・ゴードン・バイロンに代表されるヨーロッパ各国からの義勇軍が組織され、ギリシャに赴いていった。
この義勇軍の中には古代ギリシャという幻想を抱いて参加した人々がおり、想像した古代ギリシャのペリクレス時代とは違うアテネ市民に幻滅を感じた者もいたが、ギリシャ人らの行動を自らが持つ思想の実験場とした者や純粋に理想主義から活動した者もいた。

## オスマン帝国の反撃とエジプトの参戦

### 躍進するギリシャ軍 －ギリシャ独立戦争第一期－

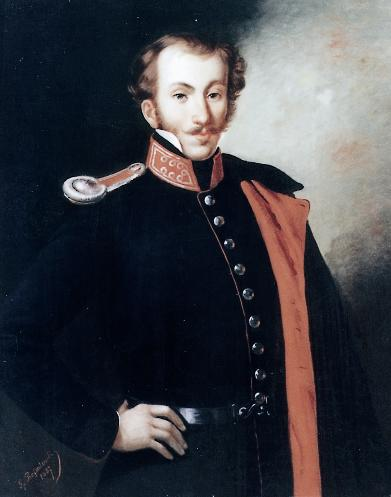
ディミトリオス・イプシランディス

オスマン帝国は直ちに反乱の鎮圧を目指し、阻止できなかったとしてコンスタンディヌーポリ総主教グリゴリオス5世を処刑、さらに有力なファナリオティスであったコンスタンディノス・ムルジスらを虐殺、そしてモルドバ・ワラキア両公国の公位（ホスポダール）も独占していたファナリオティスらから剥奪し凋落させた。
ギリシャ軍は果敢に戦い、1822年には海上においてコンスタンティノス・カナリス率いるギリシャ火船（πυρπολικά or μπουρλότα）がオスマン帝国海軍を撃破すると、6月にアテネのアクロポリスを占領、7月に至りコロコトロニス率いる部隊がデルヴェナキアでメフメト・アリ・パシャ率いる部隊を撃破した。オスマン帝国軍は1823年に入るとアクロコリンソスを放棄、メソロンギでも敗北した。
しかし、これらの反乱軍に有利な状況であったにもかかわらず、オスマン帝国との争いは決着がつかなかった。独立戦争開始直後からギリシャ人の意思が統一されていなかったせいで各地に政府が林立し、ペロポネソス半島にはフィリキ・エテリアの後継者と主張したディミトリオス・イプシランディス（イプシランディスの弟）と名望家らが、ファナリオティス出身のアレクサンドロス・マヴロコルダトスの西部ルーメリ議会が大陸ギリシャ西部に、同じく東部にはファナリオティス出身のテオドロス・ネグリス（Theodoros Negris）が率いる東部ルーメリ・アレオパゴスが拠点を築いた。さらに悪いことに、この三分裂状態は必ずしも固定されておらず、時には個人、社会集団、地域によって党派が組まれることがあった。

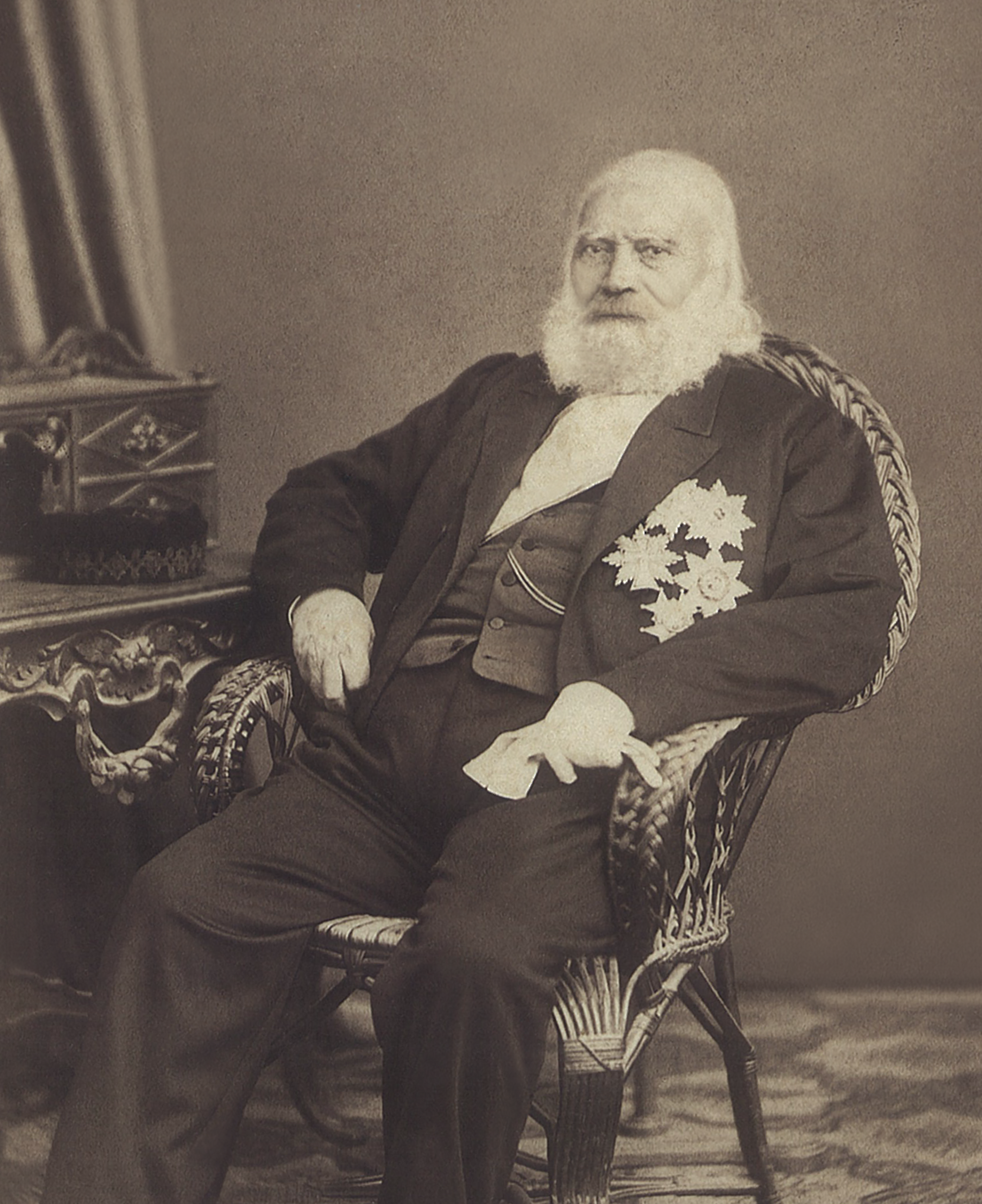
コンスタンティノス・カナリス

彼らを結ぶものは唯一、「ギリシャ解放」という目的のみであり、また、ギリシャ解放に参加した人々も差はあれどもオスマン帝国に依存しているのは間違いなかった。一方で名望家は徴税権を与えられ船主らは海運業で合法的に利益を稼ぎ、他方でクレフテスらは匪賊としてオスマン地主らを襲い、それに立ち向かうはずのアルマトリはオスマン帝国に武器の携帯を認められていて、元を正せば同じクレフテス出身ではあっても、それまでに得た権益を失うまいとして独立戦争に参加したがらなかった。
そして彼らは独後も地方自治の中で権力を得たがったし、クレフテスやアルマトリらは戦利品の獲得など自らの利益のため、時にはオスマン帝国側へ寝返ることもあった。
フィリキ・エテリアが過去に協力を要請したセルビアのミロシュは、ギリシャに協力するとセルビアの自治権を失うかと恐れ日和見的態度をとっており、アルバニアのムスリムに至ってはオスマン帝国に協力していた。しかし北部ギリシャではフィリキ・エテリアと接触を持った各地のブルガリア人らが果敢に戦い、ハジ・フリスト（コプリフシュティツァ）やペータル・モラリヤタ（スリヴェン）、セムコ（タルノヴォ）などがその例である。ブルガリア商人らもギリシャ側を支援したため、後に多くのブルガリア人がロシア、ルーマニア、セルビアへ亡命。イドラ島とスペッツア島のアルバニアの人々も海軍部隊を編成して協力した。そして1821年9月にはスリオーテスとアルバニア人の間で協定が結ばれ、後にスリオーテス追放により解消された。
1821年12月、この状況を打破するためディミトリオスの呼びかけでエピダウロスで三政府による第1回国民議会を開いて対立の解消が図られた。この場でマヴロコルダトス大統領（西部ルーメリ議会）を選出してギリシャ独立を欧米に向けてアピールし、さらに翌年1月には主権在民の憲法を発布して、ギリシャの独立を宣言。これにより民族的革命を正当化するとともに、自らの活動は民衆を扇動して反乱を挑発する者とは異なると示して、3月25日にはトルコの港湾封鎖を宣言、オスマン帝国に経済的打撃を与えようとした。そして1823年、当時のヨーロッパ啓蒙思想の影響を受けた自由主義的な憲法が交付され、三政府を統合したギリシャ中央暫定政府が設立されたが、結局、対立が解消されることはなかった。

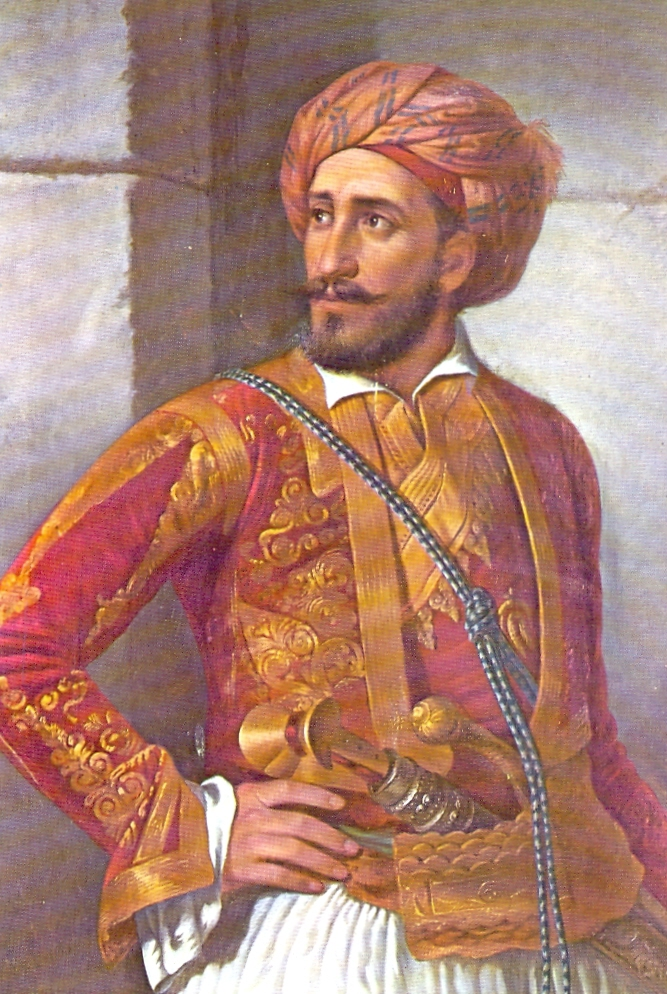
イオアニス・マクリヤヌスは内戦状態の状況を見て『私が戦うと誓ったのはトルコ人であって、ギリシャ人ではないのだ。』とつぶやいている。

相互不信の加速により内戦が勃発した。1823年11月、軍事司令官を解任されたコロコトロニスは憤激、ペロポネソス半島の一部名望家らを率いて政府を樹立したが、反コロコトロニス派らである島嶼部の有力者もペロポネソス半島の名望家の大多数と徒党を組んで政府を樹立してこれに対抗、コロコトロニスの軍部を政治から遠ざけた。1824年に入ると第2回国民議会がアストロスで開催されたが、コロコトロニス派と反コロコトロニス派の争いは続き、前者は主導権を握るとナフプリオンに政府を樹立した。ただし、この議会でそれまでの地方府が廃止され、個人の権利に関する規則がより明確に規定されたように、ギリシャ独立に向けた議論は進歩を見せた。しかしイギリスから借款が到着すると、政府内で地位を下げたペロポネソス半島の名望家らを中心に蜂起し、自由主義分子や知識人らが支援した島嶼部の有力者らが1824年10月にペロポネソス半島の有力者を破り、コロコトロニスは投獄された。そしてゲオルギオス・クウンドゥリオティスやマヴロコルダトスらが政権を掌握、クラニディに政府を樹立してこれを鎮圧するために兵を送ったが、「兄弟殺し」を促進したに過ぎず、ギリシャ人らの対立はペロポネソス半島対島嶼部、内陸部という地域間、土着対外来者という形となってしまい、その解消は絶望的となった。

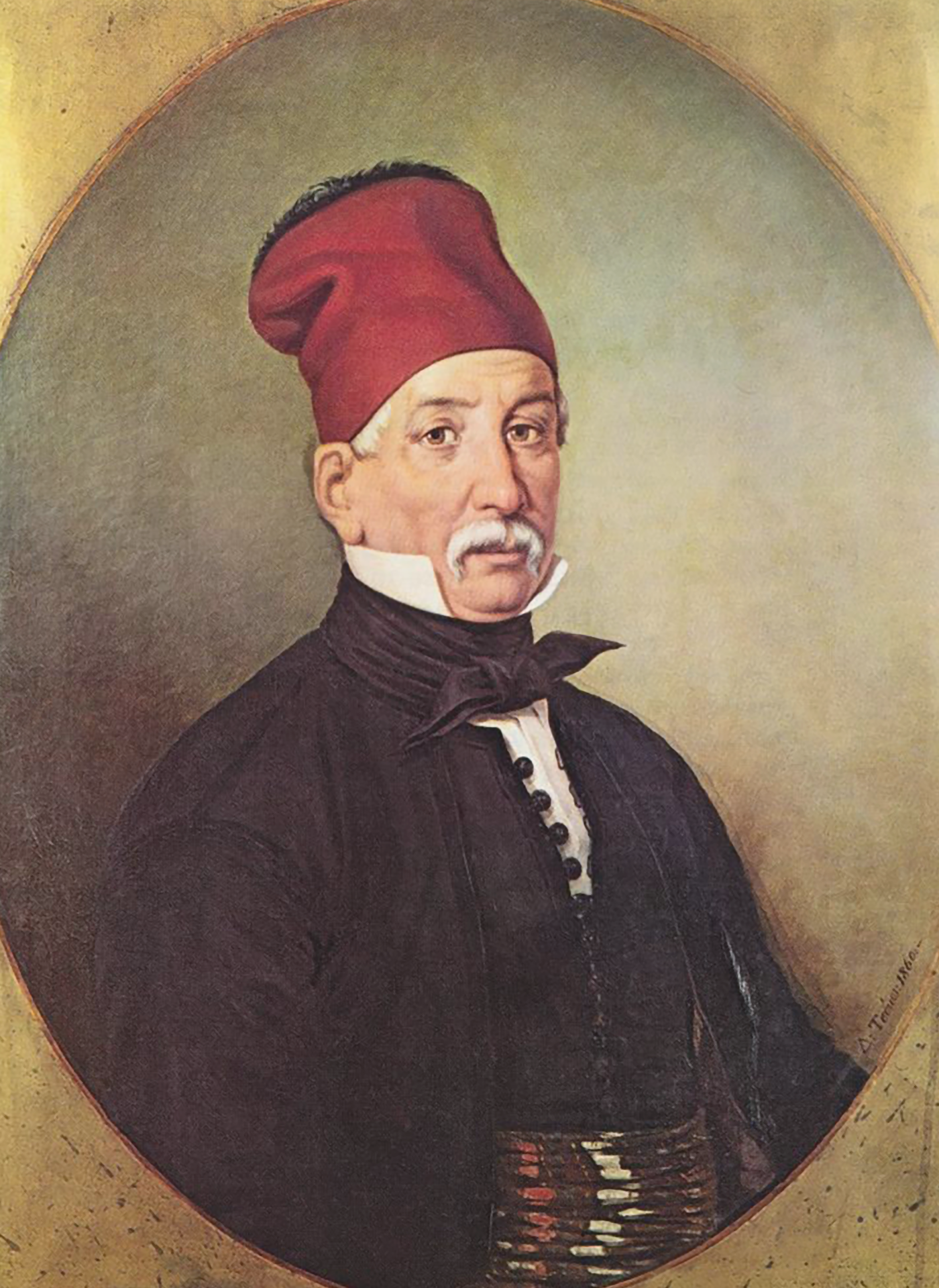
ゲオルギオス・クンドゥリオティス

これら内戦ではギリシャ暫定政府を含むギリシャ軍側の諸派閥の同盟や提携関係は絶えず変化していた。ペロポネソス半島のコジャバシ（土豪）らはオスマン帝国体制下での権力と特権の保持を望み、島に住む船主たちも海戦での貢献からそれなりの政治利権を欲していた。しかし元クレフテスらは戦闘に大きく貢献したにもかかわらず政治権力が与えられることはなかった。そして西欧化された少数の知識人たちは武器をもって戦うことはできないにもかかわらず、大きな影響力を持っていた。
さらにこの内戦では派閥主義が吹き荒れ、「軍閥」対「民主主義閥」、あるいは「市民閥」と「貴族閥」による権力闘争と化し、さらに「近代化論者」と「伝統的エリート」による溝も存在していた。特に伝統的エリートらは「トルコ人による支配」を象徴する存在であるにもかかわらず、オスマン帝国時代の秩序をもってギリシャを統治しようと考えており、一方で近代化論者たちはギリシャがオスマン帝国支配下で独自の発展を遂げていたにもかかわらず、民族主義の夢を高らかに掲げて、西欧諸国をモデルにしてそのシステムを輸入しようとしていた。
その後、民族主義者の政策には自分たちの望みが含まれていないと明らかになると、「伝統的エリート」らは既得権益を手放すまいと決意したが、これはトルコ人に代わって自らが少数独裁を行うという意味を表していた。そのため、独立戦争の英雄の一人、フォタコス・フリサンソプロスは地方のコジャバシ（土豪）らは「キリスト教徒のトルコ人」に過ぎず、それまでモスクで礼拝していたのが教会に変わるだけだと語り、実際、新たな政治の指導者たちは諸勢力をまとめ上げる能力に欠けていた。

### オスマン帝国の反撃 －ギリシャ独立戦争第二期－

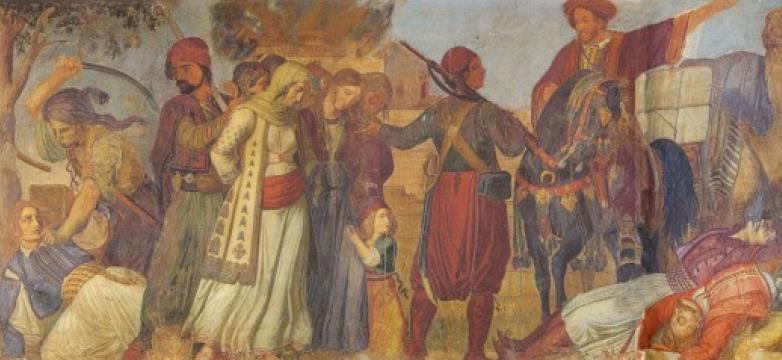
ペロポネソス半島のイブラヒム・パシャ軍

一方で不利な状況に陥っていたオスマン帝国側のスルタン・マフムト2世はムハンマド・アリーにより統治されていたエジプトに助けを求めた。アリーはモレア州（ペロポネソス半島）、クレタ州（クレタ島）の割譲などかなりの利権分配を条件に1824年7月に参戦、派遣された息子のイブラヒム・パシャは1825年2月にカソス、クレタ島を占領するとペロポネソス半島南西部に残されていたオスマン帝国最後の拠点メトニに上陸、ナヴァリノ、メソロンギ（1826年）を占領するとアテネ（8月）も占領された。そのため、ギリシャ軍は危機的状況に陥った。これらの諸問題を解決するにはヨーロッパ列強の力を借りるしか考えられない状況になっていたが、その一方でギリシャ側もペロポネソス半島ではコロコトロニスが、ギリシャ本土ではゲオルギオス・カライスカキスが、海上ではアンドレアス・ミアウーリスやゲオルギオス・サクトゥリスらの元へ集まった諸勢力が再び抵抗を開始した。

### 再占領されたクレタ
一方でクレタ島へ上陸したエジプト軍（司令官ハサン・パシャ）はスダ港へ1822年5月に上陸した。当初、クレタ島東部での鎮圧には成功したが、西部ではギリシャ軍の激しい抵抗が続いた。そして、それまでギリシャ軍を指揮していたアフェントゥリウスに代わりトバズィスが義勇兵と共に送られたが、これに対してエジプト軍は司令官をヒュセイン・ベイに交代させたが、ヒュセインは洞窟に逃げ込んだキリスト教徒らを窒息させるなどのテロ的な手法を採用、クレタ島では村々に火が放たれ、住民らは追放された。
そのため、ギリシャ軍は徐々に追い詰められクレタ島東部へ撤退していたが、結局、クレタ島のギリシャ軍の大部分はカソス島へ退却したが、1824年4月、カソス島の人々はエジプトへ連行された。一部の部隊はモレア（ペロポネソス半島）に逃亡、1825年7月にクレタ島奪取を目指して900人の部隊がクレタ島へ上陸してキッサモス要塞の占領に成功したが、エジプト軍有利な状況は微動だにしなかった。
しかしナヴァリノの海戦が発生するとエジプト軍はクレタ島より撤退、さらにギリシャ軍も反攻を仕掛けた。そして1828年8月13日から14日にかけてカンディアでキリスト教徒虐殺事件が発生すると住民6,000人が蜂起を開始、これはクレタ島全土へ広がり1829年まで抵抗は続いた。
しかし、クレタ島は結局、この時、ギリシャへ編入されることはなく、1830年に結ばれたロンドン議定書によりオスマン帝国と定められ、さらに同年、ムハンマド・アリーの支配下となる。

## ヨーロッパ諸国の対応

### ウィーン体制の綻び
当初、オスマン帝国の過度の弱体化を望んでいないヨーロッパ諸国の政府間では、ギリシャ独立に対して非協力的であった。これは当時、ヨーロッパはナポレオン戦争後のウィーン体制に移行していたが、絶対王制の正統主義がスペイン南米植民地の反乱、ピエモンテやナポリの自由主義的、民族主義的革命、ブルボン王朝に対するスペインの自由主義的蜂起（スペイン立憲革命）、ブルシェンシャフト運動の前に揺らいでおり、神聖同盟、イギリス、フランスはスペイン革命の後処理のためにライバッハで会合を開くなどしていた。このため、ギリシャの独立はこの会合では完全に否定された。なかでもオーストリア宰相クレメンス・メッテルニヒはイギリスと共にロシア皇帝アレクサンドル1世に対して「ギリシャでの出来事は正当であるオスマン帝国への反乱である」と正統主義の主張を唱え、バルカン半島での安定を求めていたアレクサンドル1世もこれに同意していた。

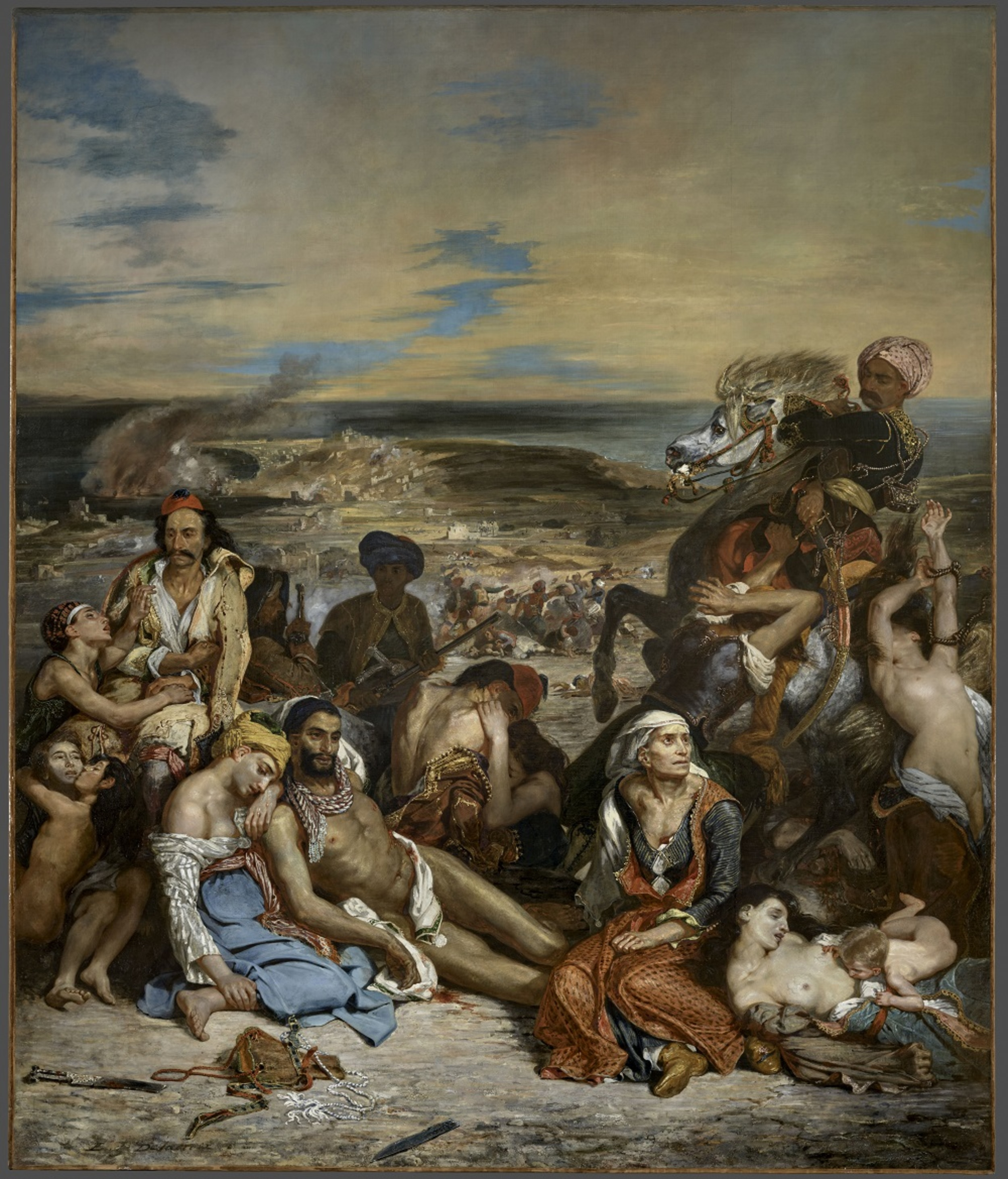
ウジェーヌ・ドラクロワ画、『キオス島の虐殺』

しかし、ムハンマド・アリーの登場はヨーロッパに再び親ギリシャ主義の台頭を促進させ、フィレリネス委員会はヨーロッパ全域で募金活動を行ったが、1822年4月にキオス島でオスマン帝国海軍提督カラ・アリに率いられた艦隊によるキオス島の虐殺が発生するとその規模は拡大した。これらの活動は限られた成果でしかなかったが、親ギリシャ的な訴えは一定の成果を上げた。そしてこれらギリシャの独立による影響の前に、それまで眺めるだけにとどめていた列強三国イギリス、ロシア、フランスらも重い腰を上げざるをえない状況になりつつあった。そして西ヨーロッパに広がっていた親ギリシャ主義の影響で多くの理想主義者、詩人、民族主義者、冒険家らがギリシャ独立戦争に参加し、ヨーロッパをはじめとする世界中の世論がギリシャの革命に同情的な雰囲気になっていたことも影響を及ぼした。
しかし、メッテルニヒはこの事態を憂慮しており、ヴェローナで会議を開催して事態収拾しようとした。しかし、イギリスは当初こそイギリス国王ジョージ4世、外相カスルレーとメッテルニヒの間でトルコの自制、ロシアの不干渉、ギリシャの勝利を望まないことで意見が一致していたが、カスルレーが自殺してジョージ・カニングが後を継ぐと状況が一変した。カニングは内政不干渉主義者でヨーロッパ諸国に吹き荒れる革命運動に対して理解と声援を送っており、メッテルニヒとは相対する考えであった。
1822年、ヴェローナで会議が開催されると議論自体は「トルコの自制を待つ」という結論で終了したが、これはトルコの圧政について議論が続いて会議が紛糾する恐れがあったためであったが、結局、この会議が開催されたことで1815年以来続いていたウィーン体制に暗雲が垂れ込めた。
ロシアはオスマン帝国がコンスタンディヌーポリ総主教 グリゴリオス5世を処刑し、さらに教会を破壊したこと。そしてイプシランディスが撃破された後もワラキア、モルドバ両公国の非常事態体制を解除しなかったことから皇帝アレクサンドル1世は態度を硬化させ、1821年7月、G・A・ストロガノフを通じてオスマン帝国へ最終通告を行った上で国交断絶、1825年8月、ギリシャ問題に関連したことについて神聖同盟から脱退した。そしてイギリスはロシアの単独行動を危惧したこととヨーロッパ全体にギリシャ革命への同情が波及することを恐れていた。
この状況に至り、列強三国は三国の内、どこか一国が抜け駆けすることにより東地中海の権益を独り占めするのではないかという疑心暗鬼にとらわれ始めていた。そしてオーストリア、イギリスにはロシアが南下することで、バルカン半島や黒海を抑える恐れがあったため、これを阻止する思惑があった。

### 列強の思惑と開かれた独立への道
イギリスは1822年3月25日にギリシャが宣言したオスマン帝国の港湾の封鎖を承認した上で、ギリシャを戦時中であることを認めたが、これはイギリスの地中海貿易の保護を目的としており、オスマン帝国がギリシャ船による海賊行為を阻止することができなかったため、この海賊行為を犯罪行為として見るか、戦闘行為と見るかという政治的判断が働いた側面もあった。
一方、フランスはエジプトと友好的な関係にあったため、その影響力を地中海に伸ばすため、オルレアン公ルイ・フィリップの次男でヌムール公のルイ・シャルル・ドルレアンをギリシャ国王にすることを計画していた。
また、ロシアはオーストリアと会談を持った上で1824年1月19日にギリシャをモレア（ペロポネソス半島）、西ギリシャ、東ギリシャの3つに分割して自治国として侯国化、イギリス、フランス、ロシア、オーストリア、プロイセンの列強5国がそれを保障するという案を出していたが、これは明らかにロシアの権益を考えていた。
しかし、ロシアの案はギリシャ人らの反感を買ってしまい、1824年8月24日に声明を発表、ロシアはフィリキ・エテリア創設以前からの信頼を失った。その一方で12月1日、イギリス外相カニングはロシアの提案を否定、ギリシャの独立の支持、トルコ・ギリシャ間での調停への介入の意思などを発表した。そのため、暫定政府は1824年、1825年の2回に渡ってイギリスへ仲介を求め、さらにモンテネグロのペータル1世へも支援を求めた。これに対してペータル1世はギリシャ支援に前向きな返事を送りながらもヘルツェゴビナやサンジャク、アルバニアのオスマン帝国軍を警戒して日和見的態度をとっていた。

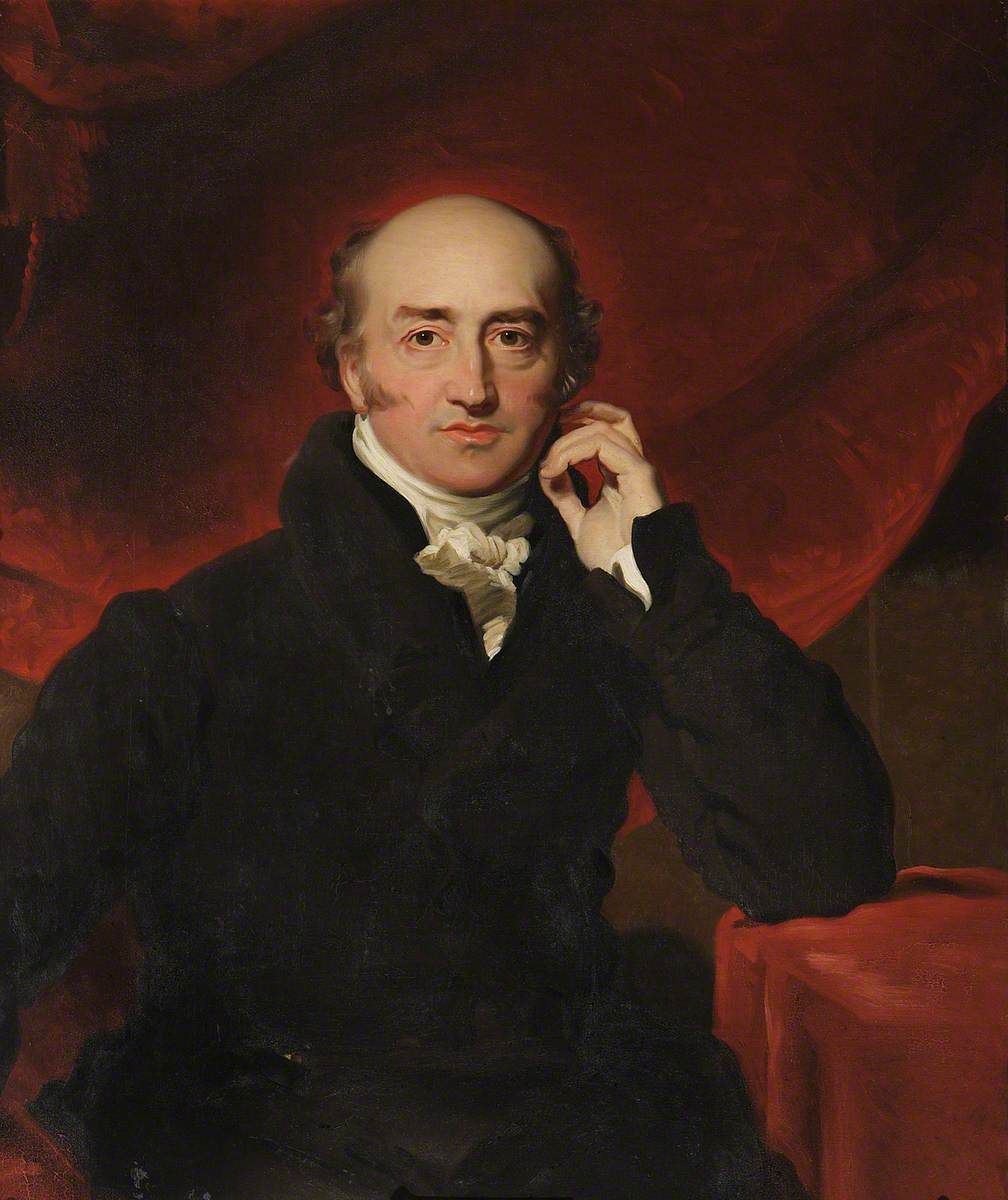
イギリス外相ジョージ・カニング

まず、イギリスが暫定政府より仲介を要請されていることからこれに介入を決定、引き続いてロシアも介入を決定した。1825年9月30日、イギリス外相カニングはギリシャ側が提案していた「ギリシャをイギリス保護下にする」提案は退け、まず、オスマン帝国首都コンスタンティノープルへストラトフォード・カニングを派遣、オスマン帝国に妥協が可能かどうか打診し、さらにオスマン帝国が妥協しなかった場合に備えて、ウェリントン卿を団長とする使節団をロシアに派遣して協議した。一方でロシアはそれまでメッテルニヒとの協調路線を採用していた皇帝アレクサンドル1世が死去、その後をニコライ1世が継いだが、ニコライ1世はメッテルニヒを嫌っており、ギリシャ問題に関してはカニングと意見が一致していた。
その結果、1826年4月、ペテルブルク議定書によってオスマン帝国を宗主国としてギリシャ自治国を創設することを前提として独立戦争に介入することを確認し合い、後にフランスもイギリス、ロシアに呼応してこれに賛同した。そしてこのペテルブルク議定書は翌年、ロンドン条約に変更、8月、正式に独立戦争への介入を開始した。そしてこの条約にオーストリアも勧誘されたが、メッテルニヒはこれを拒否、オーストリアは参加しなかった。
ムハンマド・アリーの軍による猛攻によって窮地に陥っていたギリシャ暫定政府はこれを受け入れたが、この介入によりギリシャ国内では「イギリス派」、「ロシア派」、「フランス派」の三派に別れ、ギリシャ人らはそれぞれに所属することになった。

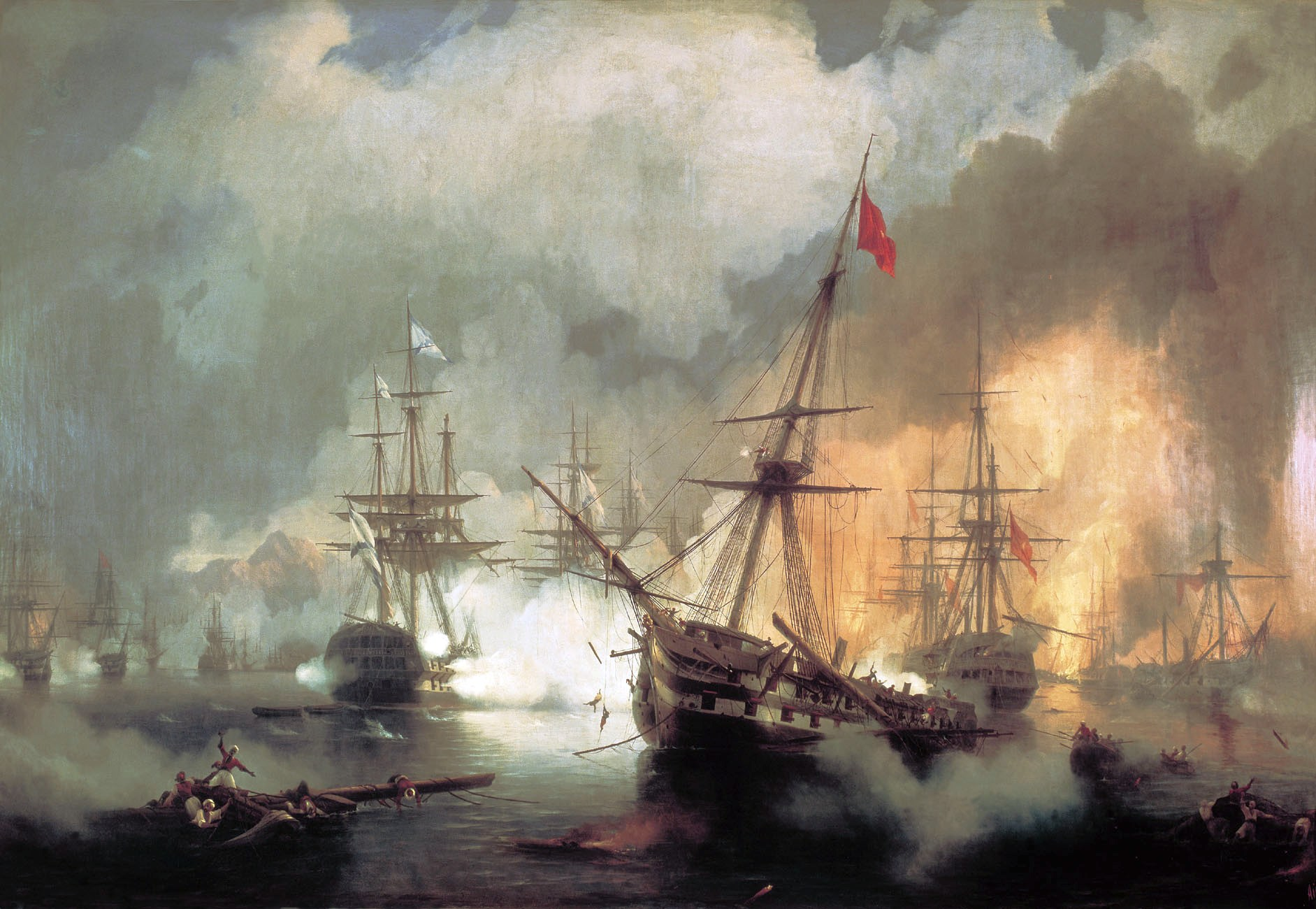
ナヴァリノの海戦

1827年10月20日、ペロポネソス半島西南にあるナヴァリノ湾に停泊していた英仏露連合艦隊とオスマン帝国・エジプト連合艦隊との間に偶発的な争いが生じ後にこれはナヴァリノの海戦と呼ばれることになる。これは当初、列強三国の各地中海艦隊がオスマン帝国軍に休戦を強要するよう指示していたのだったが、親ギリシャ主義者でイギリス海軍大将サー・エドワード・コドリントン卿率いる英仏露連合艦隊との間にオスマン帝国・エジプト連合艦隊と戦いが生じたものであった。この海戦において、数的には劣勢であった英仏露合同艦隊が、オスマン帝国艦隊を壊滅させたため、ギリシャ独立戦争の転換点となった。しかし、このような海戦を予期していなかった英国政府は艦隊司令官コドリントン卿を解任した。この戦いはイギリスのウェリントン卿によれば望ましくない予想外の出来事であり、筋書きどおりのものではなかったが、オスマン帝国の立場が弱体化したのは間違いなかった。
その直後、ロシア軍が行動を開始することを恐れたオスマン帝国軍はルメリの部隊をモルドバ・ワラキアへ移動させたため、空白地帯となった箇所でギリシャ軍が勢いを盛り返し、さらにフランス軍がペロポネソス半島へ上陸するという情報が流れたため、エジプト軍は撤退を開始した。
1827年にはフランス人の将軍に指揮された1万の反乱軍がペロポネソス半島においてオスマン帝国の軍隊を打ち破った。ギリシャ軍はペロポネソス半島を根拠地にしてアテネ、テーベなどギリシャ本土を占領した。
ヨーロッパでは当時ポーランド独立革命（失敗）、ベルギー独立革命、フランス7月革命など、各地で民族独立運動が繰り広げられていたウィーン体制の動揺期であり、その評価は欧州でも割れた。欧州諸国民の世論は概ね独立の支持であり、しかし一方で体制は反動期であった。
結局、ヨーロッパ列強はギリシャの独立を支持することに至り、ウィーン体制に亀裂が走ったのである。しかもこれは、バルカン半島のイスラム教徒の支配を覆する土台となったのである。

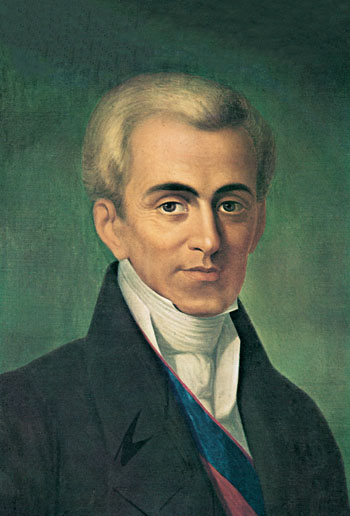
ギリシャ初代大統領イオアニス・カポディストリアス

1827年5月、ギリシャはトレゼネで第3回国民議会を開き、第三憲法を公布、初代大統領にイオアニス・カポディストリアスが選出された。しかし、カポディストリアスは自由主義的な条項や議会の派閥力学を軽蔑しており、カポディストリアスは憲法を停止させた上で議会も停止、小評議会パンエリニオンに置き換え直接支配した。そしてカポディストリアスは陸軍の創設、行政システム、教育システムの整備、交通手段の改善、経済の建て直しなど精力的な活動に取り組んだ。特に土地の問題には自作農らを育成することにより新国家の骨子になるよう希望していたが、これはペロポネソス半島の名士や軍の指導者らの猛烈な反発を受けることになった。
そして、列強国の判断ではギリシャはペロポネソス半島に限られる可能性があったが、カポディストリアスはこれだけの範囲ではギリシャが国として成立しないと考えていた。しかし、評議会パンエリニオンにはオスマン帝国と交渉する権限がなかったため、カポディストリアスは領土策定について奔走することになった。そのためにコリントス湾北の大陸ギリシャ地域に派兵して既成事実の形成などの努力を行ったが、露土戦争が発生したために国境の決定は1932年に持込される。

## 独立

### 暗躍する列強

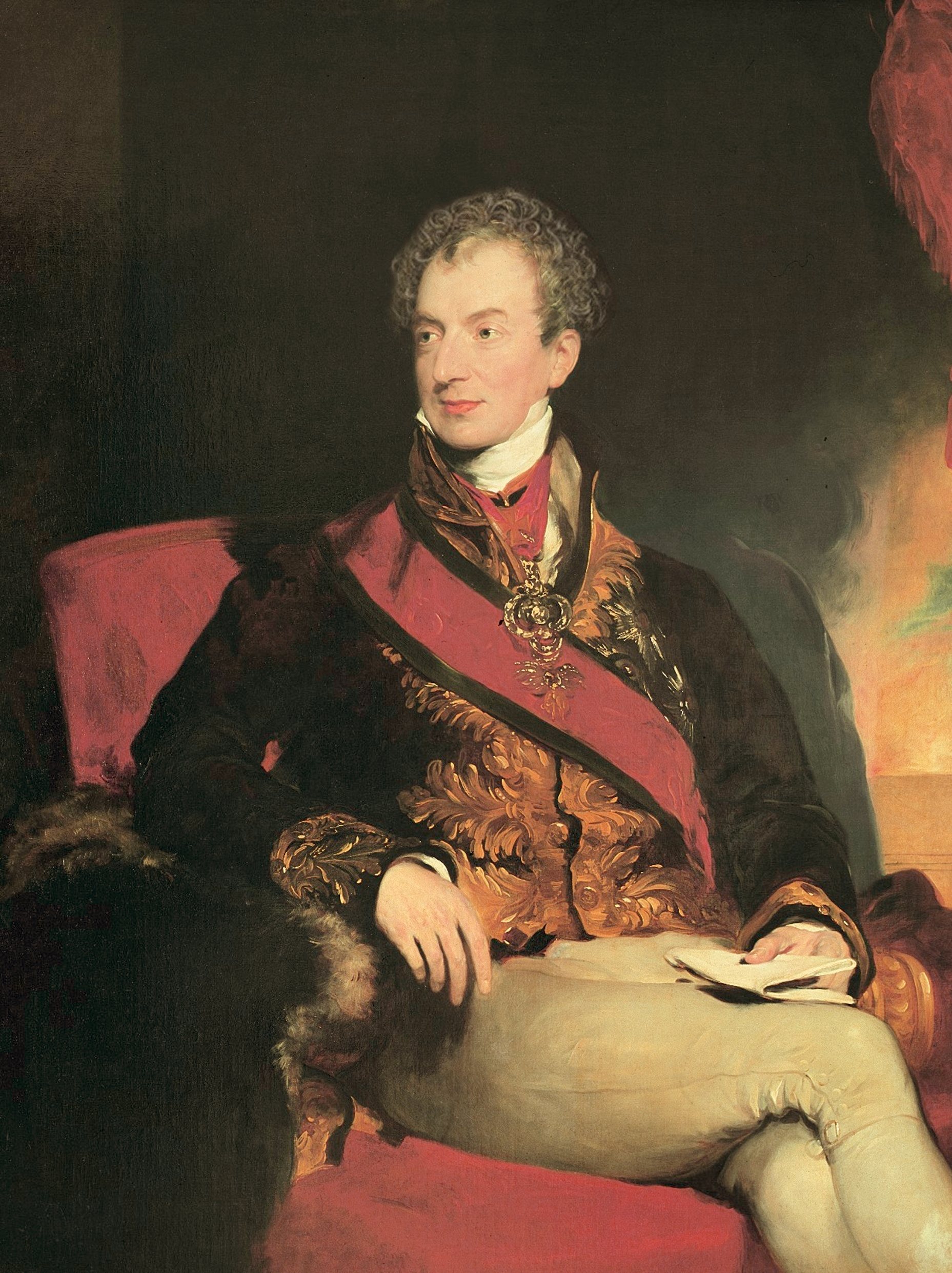
オーストリア宰相メッテルニヒはウィーン体制の維持を強く望んでいた。

1828年、ロシアは1826年に結んでいたアッケルマン条約を破棄したオスマン帝国に対して正式に宣戦布告、ここに露土戦争が勃発した。ロシア軍は苦戦の末イスタンブール北西の都市アドリアノープルを占領した。ロシア軍の独走を嫌うイギリス・オーストリアの仲裁によって1829年、露土間にアドリアノープル条約（エディルネ条約）が結ばれ、オスマン帝国はオスマン帝国を宗主国とするギリシャの自治国化を受け入れた。
しかし、このバルカン半島のオスマン帝国領の処遇を扱った条文の中で、ギリシャについては自治国としての独立が保証されたが、ギリシャにおけるロシアの影響力が増大することを懸念したイギリス・フランスは、その影響力を弱めるためにもギリシャの完全独立を主張した。そのため、1830年2月のロンドン議定書によって完全独立が認められた。
オスマン帝国大宰相府に駐在する列強三国大使らは長い交渉の後、西はアルタから東はヴォロスに至る国境を承認、その規模はペロポネソス半島、南部ルメリア、いくつかの島嶼部を含んでいるに過ぎず、人口も独立戦争開始時に居住していたギリシャ人の3分の1以下でしかなかった。そして、ギリシャには世襲制の王家を置くことを決定、列強三国と直接の係累にないヨーロッパの王族が選ばれることも決定された。

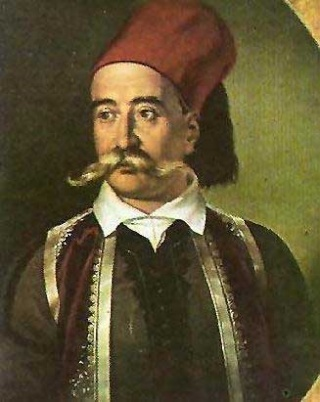
ペトロベイス・マブロミハリス

当初、サクス・コブルク家のレオポルドが候補に上がっていたが、レオポルドはカポディストリアスからギリシャの悲観的な将来像について報告を受けたため、これを辞退、結局、バイエルン国王ルートヴィヒ1世の次男、ヴィッテルスバッハ家のオットーが選出され、1832年5月7日、オットーの故郷であるバイエルン政府とイギリス、フランス、ロシアの列強三国の間で条約が結ばれたが、ギリシャはあくまでも『保護国』に過ぎず、借款が供与されたことにより、政治的、経済的にも束縛されることになった。

### 孤軍奮闘するカポディストリアスと暗殺
一方、カポディストリアスは、ギリシャ人が政治を行うにはまだ能力に欠けているという信念から活動していたため、ギリシャのエリート層や戦争で功績を挙げた者など新体制下で権力や地位を得る事を当然と考えていた人々を政治から遠ざけた。これは社会に影響力をもつ層の反感を買うことになり、特にペロポネソス半島南部のマニで勢力を持っていたマブロミハリス家はカポディストリアスに不満をいだいた。そのため、1830年7月に発生したフランス7月革命の影響からマブロミハリス家の長ペトロベイス・マブロミハリスはナフプリオンにおいて議会招集を行い、カポディストリアスが停止した議会と憲法の復活を宣言、反カポディストリアス派の多い、イドラ島のギリシャ人らと組んで蜂起しようとした。
カポディストリアスは機先を制してペトロベイスを逮捕、投獄したためにマブロミハリス家はカポディストリアスに激しい憎悪を抱いた。1831年10月9日、仮首都ナフプリオンにおいてマブロミハリス家のゲオルギオス・マブロミハリス、コンスタンディノス・マブロミハリスら二人によってカポディストリアスは殺害された。

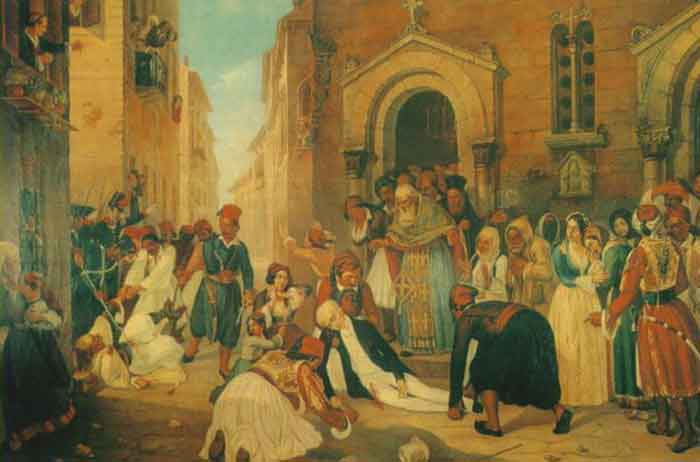
暗殺されたカポディストリアス

ギリシャが混乱していた頃、英・仏・露の三国は、互いに牽制しつつもギリシャへの影響力を維持したいと考え、1832年6月11日に開かれた会議でギリシャを君主国とすることが正式に決定され新たなロンドン協定が結ばれ、オスマン帝国は償金を得ることを条件に同意した。同年7月にオスマン帝国およびヨーロッパ列強の間で調印されたコンスタンティノープル条約で、ギリシャの独立が正式に認められた。

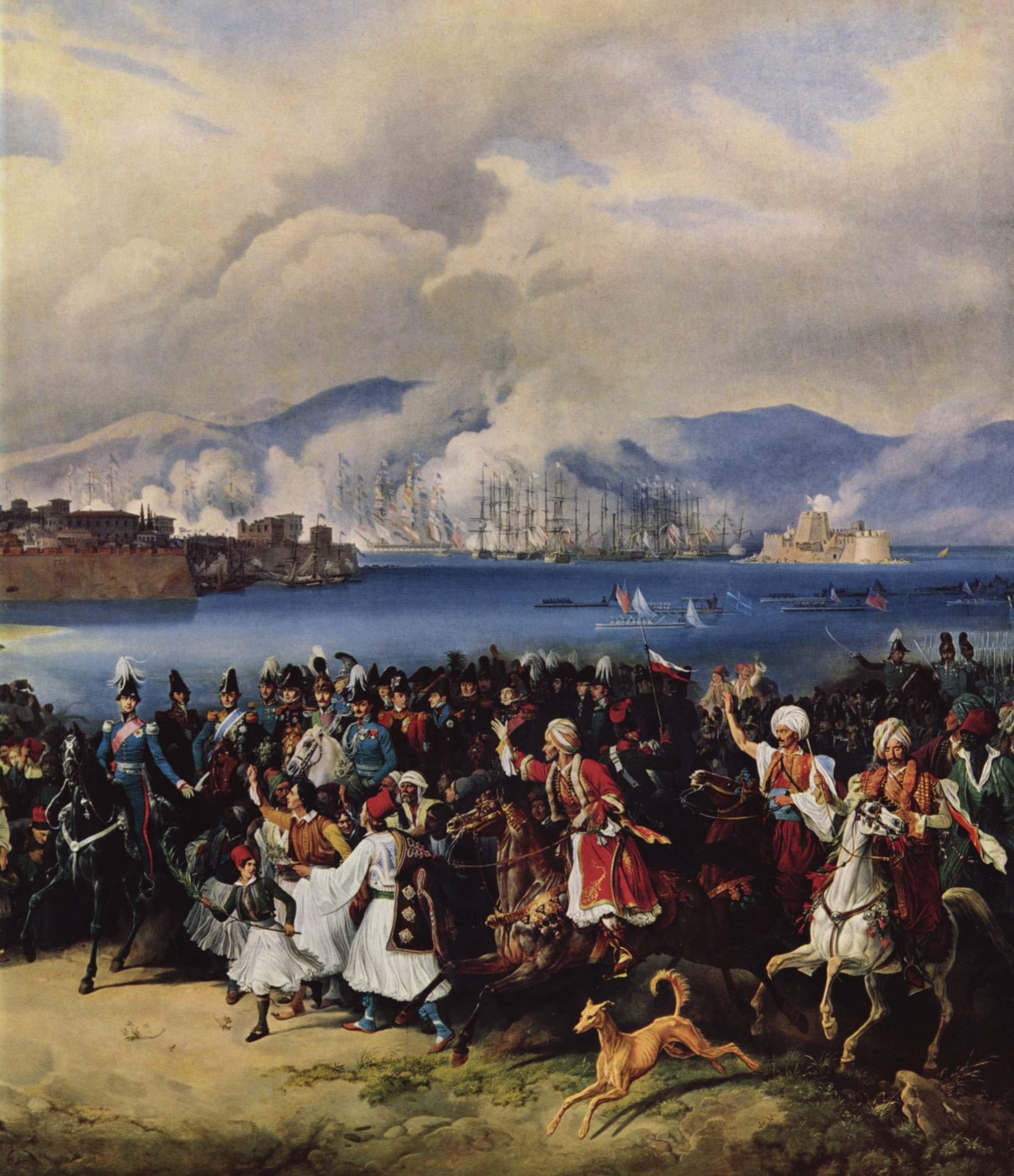
仮首都ナフプリオに到着したオットー（後のギリシャ国王 オソン1世）

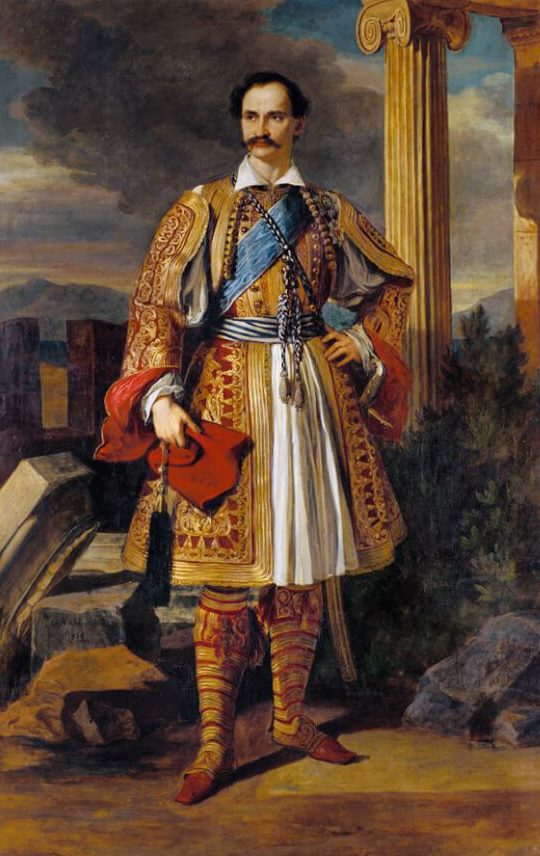
オソン1世（ギリシャの伝統衣装姿、オルデンブルク宮殿）

しかし、カポディストリアス亡き後、弟のアウグスティノス、コロコトロニス、コレッティスらによる暫定統治委員会が設立されたギリシャではアウグスティノス、コロコトロニス派とコレッティス派が対立したために内戦状態に陥っていた。この内戦ではコレッティスが勝利を収め、1832年7月にプロニアで国民議会が開いたが列強三国はこれを認めなかった。そしてコロコトロニスを中心としたカポディストリアス派が11月に独自の軍事委員会と評議会を創設したため、再び両者が激突、これはフランス軍が鎮圧した。
列強はウィーン体制にこだわり、あくまでも共和制の樹立に難色を示し、ギリシャ人の支持のないまま、強制的に王政へと移行された。列強は、英・仏・露の三国とのつながりが薄いヴィッテルスバッハ家のバイエルン王子オットーを、ギリシャ国王オソン1世として即位させたが、これはコレッティス派、カポディストリアス派の戦いが鎮圧された2週間後の事であった。
独立を得たギリシャではあったが、その領土はペロポネソス半島周辺やエーゲ海周辺の一部、大陸ギリシャ南部に限定されており、ギリシャの経済的中心地であったコンスタンティノープル、イズミル、テッサロニキ、アレクサンドリアのいずれもギリシャ領土に含まれていなかった。
結局、ギリシャ王国成立時の人口は約90万人であったが（内、ムスリム6万3千人）、テッサリア、イピロス、マケドニア、トラキア、イスタンブール、イズミルなどギリシャ領とならなかった地域に約200万人のギリシャ人が居住していた。そのため、ギリシャ人の対トルコ闘争は継続されることになった。

## 独立戦争の意義

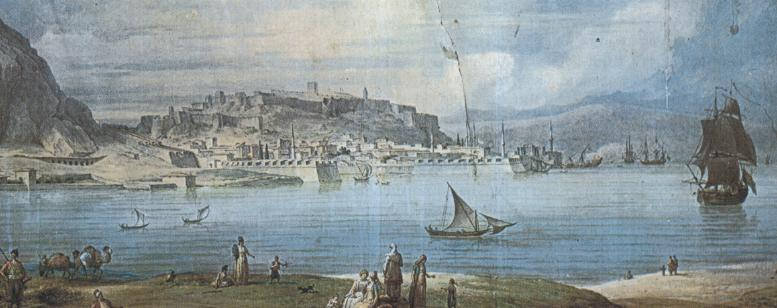
仮首都であった頃のナフプリオンを描いたもの

ビザンツ帝国の崩壊以降、ギリシャは隷属を余儀なくされていた。しかし、1800年にイオニア七島連邦共和国が成立し、3世紀半ぶりにギリシャ人らは政治を味わった。ただし、この国は列強三国イギリス、フランス、ロシアの思惑の中にあったため、非常に限られた権限と限られた期間しか成立しなかった。しかし、このイオニア七島連邦国の成立はそれ以降、1世紀に渡る東方問題の切っ掛けになったのは間違いなかった。
その一方で、当時、ナポレオンの出現により民族意識の覚醒が始まっていたが、これを抑えるために列強諸国はウィーン体制を築いて旧秩序の維持を図っていた。しかし、バルカン諸民族はこれに逆行する活動を行いながらも列強等の支援をあてにしており、神聖同盟を結んでいた列強らも結局、これを支援することになった。これは神聖同盟とイスラムとの対立という図式を明確にし、さらにその後もバルカン半島へ列強等が干渉する予兆となった。その一方でウィーン体制はギリシャ独立によって動揺がもたらされ、1848年に至って1848年革命が発生すると崩壊する。そしてそれまでヨーロッパの宰相と呼ばれたメッテルニヒの凋落もここから始まる。
しかし、当時、ギリシャ人という民族が存在するのかという議論が行われることさえあったように、ギリシャの独立は現実的ではなく、ロシア、オーストリア、イギリスやフランスの属国化、イオニアのアリー・パシャの占領地化、はたまたオスマン帝国の地方領のいずれかになると思われた。しかし、列強の対立により、ギリシャは再び脚光を浴びた。
さらにバルカン半島諸民族による民族運動の中心人物は知識人、商人、僧侶らが中心となってきっかけをつくった。そのため民族運動の中心人物はあくまでも彼らであり、腐敗したオスマン帝国下で収奪された農民らは反乱を起こし、一部はゲリラ化したにすぎなかった。しかも、彼らは民族意識や政治思想から活動したわけではなかったが、彼らの行動は後のレジスタンスの伝統を創りだすことになり、独立戦争や民族活動において大衆的基盤を形成する。
その結果、バルカン半島において最初に自治権を得たのはセルビアであったが、完全独立を果たしたのはギリシャであった。この独立はその後始まるバルカン諸民族の独立の序章でしかなかったが、当初はワラキア、モルドバで開始され、バルカン諸民族全体の解放を目指すものであった。また、独立戦争に参加した諸勢力の利害関係や性格の面で多様性が見られること、列強の干渉に依存したこと、国民の大多数である農民らが独立戦争においても、その後の建国後の活動においても取り残されていたということからある意味、ブルジョア革命であったが、モルドバ、ワラキア両公国の反乱と関連したことから民衆運動の側面もあり、バルカン近代史の一環であったと考えられ、セルビア、ギリシャと続いた革命はルーマニア、ブルガリア、マケドニア、トラキア、アルバニアでの民族解放闘争の開始にいたり、第一次世界大戦開戦にいたるまでのバルカン半島の歴史そのものであった。
その一方でギリシャは独立を確保したと云えどもその地域は限られており、オスマン帝国で特権を得ていたファナリオティスらもそれを失った。そしてさらにギリシャ商人らの地位も低下した。そしてオスマン帝国の報復は激しく、1821年のコンスタンティノープル総主教処刑に始まり、イズミル、エディルネ、テッサロニキ、キプロス島、ロードス島、クレタ島などで虐殺が行われた。
そしてこの多くの同胞を国外に残したことは後にメガリ・イデア（大ギリシャ主義）を生み出し、先に成立していたセルビア、後に成立するブルガリアなどと民族主義に基づいた対立を生じ、バルカン半島は火薬庫と化す。
また、親ギリシャ主義の台頭により詩人バイロンのような著名人が参加したこともあり、国際的な注目を浴びたことからバルカン諸民族の独立における目立った存在となった。